# Индекс на човешкото развитие
| 0,800 – 1,000 (много високо) 0,700 – 0,799 (високо) 0,550 – 0,699 (средно) | 0,350 – 0,549 (ниско) Няма данни |

| ≥ 0,900 0,850 – 0,899 0,800 – 0,849 0,750 – 0,799 0,700 – 0,749 | 0,650 – 0,699 0,600 – 0,649 0,550 – 0,599 0,500 – 0,549 0,450 – 0,499 | 0,400 – 0,449 ≤ 0,399 Няма данни |

Индексът на човешкото развитие (ИЧР) (на английски: Human Development Index, акроним: HDI) е инструмент за сравняване на нивото на развитие на различните страни.
Оценката, която се дава на всяка страна, е теглото на очаквана продължителност на живота, образование, равнището на доходите в тази страна. Индексът е стандартно средство за измерване на нивото на благосъстояние и най-вече на детското благополучие.
Индексът е разработен през 1990 г. от пакистанския икономист Махбуб ул Хак и други икономисти, вдъхновени от идеите на Амартя Сен. Индексът се използва от Програмата на ООН за развитие (UNDP) в нейния годишен доклад (от 1993 г.) и служи като инструмент за разделяне на света на развити и развиващите се страни.
След 2010 г. методиката на изчисляване се променя. Допълнително се въвежда и индекс на човешкото развитие, отнесен към неравенството (Inequality-adjusted HDI). Ако стойностите на индекса задават една абстрактна оценка на благосъстоянието, то класирането на страните от света по него дава една допълнителна представа за неговите значения.

## Методология
ИЧР оценява средните постижения на дадена страна в следните три основни аспекта от човешкото развитие:
- Продължителност на живота и здравословен начин на живот, който се преценява според вероятната продължителност на живота към момента на раждането; позволява да се изчисли косвено задоволяването с продукти от първа необходимост, между които достъпът до питейна вода, жилище, добра хигиена и медицински грижи и услуги.
- Знание или равнище на образованието, което се преценява според степента на грамотност на възрастните. Това е процент от населението над 15 години, които могат да четат и разбират кратък и лесно достъпен текст за ежедневния живот. Отчита се и общият сбор от съотношението на записалите се учащи начално и основно, средно, и висше образование. Това число изразява задоволяване от нематериални блага като възможността за участие при взимане на решения в обществото или на работното място.
- Жизнен стандарт – естествен логаритъм от БВП на глава от населението в съотношение с покупателната възможност, за да могат да бъдат включени елементи от качеството на живот като мобилност, достъп до продукти на културата и др., които не са отчетени от първите две категории.

Индексът първоначално се изчислява по формулата за средно аритметично:
{\displaystyle \mathrm {HDI} ={\frac {A+D+E}{3}}},
където A, D и E са индексите съответно на вероятната продължителност на живота, равнището на образование и жизнения стандарт.
След 2010 са въведени известни корекции в образуването на съставките, а самият индекс се изчислва като средно геометрично
{\displaystyle {\textrm {HDI}}={\sqrt[{3}]{{\textrm {A}}\cdot {\textrm {D}}\cdot {\textrm {E}}}}.}

## Класиране на страните
(Текущо: Страни по индекс на човешко развитие)
Използват се предоставените данни на ООН от САЩ. Всяка година се изготвя класация на страните според тези преценки.
През годините след 1975, за които е съставяна ранглиста, пет страни са били начело: Исландия, Канада, Норвегия, Швейцария и Япония.
| Години | 1993   | 1994 – 1998 | 1999 – 2004 | 2005 – 2006 | 2007 – 2019 | 2020-1    |
| Страна | Япония | Канада      | Норвегия    | Исландия    | Норвегия    | Швейцария |

Тенденциите в еволюцията на Индекса за България могат да бъдат доловени, независимо от уточняването и преизчисляването им.
| Година | HDI   | Място |
| ------ | ----- | ----- |
| 1990   | 0.647 | 50    |
| 1995   | 0.697 |       |
| 2000   | 0.712 | 56    |
| 2005   | 0.750 | 57    |
| 2010   | 0.779 | 60    |
| 2015   | 0.807 | 56    |
| 2020   | 0.802 | 56    |
| 2021   | 0.795 | 68    |

#### Място в класацията на ИЧР за България и съседните ѝ държави за 2020 г.
- Гърция – 32-ро място
- България – 56-то място
- Румъния – 49-то място
- Сърбия – 64-то място
- Северна Македония – 82-ро място
- Турция – 54-то място